# باتمان (فلم 1943)
باتمان (بالإنجليزية: Batman) هو فيلم مسلسل أمريكي أنتج في سنة 1943 من قبل شركة كولومبيا بيكتشرز وكانت قصة الفلم مبنية على كومكس باتمان المنتجة من قبل دي سي كومكس، الفلم من إخراج لامبرت هليير وبطولة لويس ويلسون ودوغلاس كروفت وجوزيف كارول نايش وشيرلي باتيرسون.

## وصلات خارجية
- مقالات تستعمل روابط فنية بلا صلة مع ويكي بيانات
- باتمان على قاعدة بيانات الأفلام على الإنترنت
- باتمان على أول موفي